# Ana Paula Matos
Ana Paula Andrade Matos Moreira (Salvador, 11 de novembro de 1977), mais conhecida como Ana Paula Matos, é uma professora universitária, bacharel em direito, administradora e política brasileira filiada ao Partido Democrático Trabalhista (PDT). É a 11.ª vice-prefeita de Salvador, eleita em 2020 na chapa de Bruno Reis e reeleita para um segundo mandato em 2024. Em 2022 foi candidata a vice-presidente do Brasil na chapa de Ciro Gomes, mas não chegaram a ir para o segundo turno.

## Biografia
Nasceu em 11 de novembro de 1977, em Salvador, sendo filha do médico e da professora Paulo e Sandra Matos, respectivamente. Iniciou a sua trajetória pública dando aulas de catequese na igreja em que frequentava além de participar de atividades de cunho assistencial.
Em 1995 ingressou no curso de Administração na Universidade Salvador, concluindo em 1998. Porém, antes de concluir, ingressou no curso de Direito em 1997 na Universidade Católica do Salvador. Em 1999, inicia especialização me Finanças Corporativas na Universidade Salvador, concluindo em 2000, mesmo ano que ela inicia seu mestrado em Administração na Universidade Federal da Bahia. No ano seguinte, 2001, conclui sua segunda graduação e, em 2002, finaliza seu mestrado.
Profissionalmente, foi professora das Faculdades Jorge Amado durante seis anos, entre 2002 e 2009 e é servidora da Petrobrás, aprovada em concurso público em 2007.

## Prefeitura de Salvador
Desde a primeira gestão de ACM Neto, Matos ocupa cargos dentro do primeiro e segundo escalão da Prefeitura, como o cargo de diretora na Secretaria de Educação, subsecretária municipal de Promoção Social, Esporte e Combate à Pobreza, posteriormente secretária, depois chefe de gabinete da Vice-Prefeitura e presidente do Instituto de Previdência Municipal.
Já como vice-prefeita, em 2023, foi empossada no cargo de secretária de saúde pelo prefeito Bruno Reis.

## Desempenho eleitoral
| Ano  | Eleição                | Cargo           | Partido | Partido | Coligação | Titulares          | Votos para Ana | Votos para Ana | Votos para Ana | Resultado  | Ref           |
| Ano  | Eleição                | Cargo           | Partido | Partido | Coligação | Titulares          | Total          | %              | P.             | Resultado  | Ref           |
| ---- | ---------------------- | --------------- | ------- | ------- | --- | ------------------ | -------------- | -------------- | -------------- | ---------- | ------------- |
| 2020 | Municipal de Salvador  | Vice-prefeita   |         | PDT     | Salvador Não Pode Parar (DEM, PDT, Republicanos, MDB, Solidariedade, Cidadania, PL, PSL, PSC, Patriota, PSDB, PV, DC, PMN, PTB) | Bruno Reis(DEM)    | 779.408        | 64,20%         | 1.ª            | Eleita     | [ 11 ] [ 12 ] |
| 2022 | Presidencial do Brasil | Vice-presidente |         | PDT     | Partido Isolado | Ciro Gomes (PDT)   | 3.599.287      | 3,04%          | 4.ª            | Não Eleita | [ 13 ]        |
| 2024 | Municipal de Salvador  | Vice-prefeita   |         | PDT     | O Trabalho Não Para (UNIÃO, PDT, PRD, PL, NOVO, DC, PMB, PRTB, MOBILIZA, Republicanos, PP e Fed. PSDB Cidadania)                | Bruno Reis (UNIÃO) | 1.045.690      | 78,67%         | 1.ª            | Eleita     | [ 14 ] [ 15 ] |